# Clerkenwell
Clerkenwell är en ort i Storbritannien. Den är belägen i grevskapet Greater London och riksdelen England, i den södra delen av landet, i huvudstaden London. Clerkenwell ligger 25 meter över havet och antalet invånare är 4 934.
Terrängen runt Clerkenwell är platt. Runt Clerkenwell är det mycket tätbefolkat, med 6 959 invånare per kvadratkilometer. Närmaste större samhälle är City of London, 1,8 km sydost om Clerkenwell. Runt Clerkenwell är det i huvudsak tätbebyggt.
Kustklimat råder i trakten. Årsmedeltemperaturen i trakten är 12 °C. Den varmaste månaden är juli, då medeltemperaturen är 22 °C, och den kallaste är december, med 1 °C.